# Le Jingyi
Le Jingyi (n. 19 martie 1975, Shanghai, Republica Populară Chineză) este o înotătoare chineză, medaliată olimpică. A participat la 2 ediții ale Jocurilor Olimpice (1992, 1996) în care a câștigat o medalie de aur și 3 medalii de argint.